# Стеценко Семен Григорович
Семен Григорович Стеценко (нар. 15 грудня 1974) — український учений-правознавець. Доктор юридичних наук (2002), професор (2005), заслужений діяч науки і техніки України (2010), член-кореспондент Національної академії правових наук України (2013), суддя Верховного Суду України (з 2019).

## Біографія
Народився 15 грудня 1974 року в місті Ізяслав Хмельницької області.
В 1991 році зі срібною медаллю закінчив середню школу № 3 міста Вінниці[джерело?].
1997 року закінчив Військово-медичну академію імені С. М. Кірова (Санкт-Петербург), факультет підготовки лікарів для військово-повітряних сил, спеціальність «лікувальна справа», кваліфікація «лікар».
В 1998 році закінчив з відзнакою Російський державний педагогічний університет імені О. І. Герцена (м. Санкт-Петербург), спеціальність «юриспруденція», кваліфікація «юрист».
З 1998 року — начальник медичної служби Учбового Центру Військово-медичної академії Міністерства оборони Російської Федерації (Санкт-Петербург).
З 1999 року — начальник науково-дослідної лабораторії Державного інституту удосконалення лікарів Міністерства оборони Російської Федерації (Москва).
У 2004—2007 роках — начальник кафедри адміністративного права та управління в органах внутрішніх справ (з 2006 року— кафедра громадської безпеки) Національної академії внутрішніх справ.
У 2007—2011 роках — завідувач кафедри теорії держави і права, кафедри державно-правових дисциплін Національної академії прокуратури України.
У 2012—2013 роках — провідний науковий співробітник Одеського державного університету внутрішніх справ.
У 2013—2017 роках — перший заступник начальника Інституту кримінально-виконавчої служби.
З 2017 року по квітень 2019 року — професор кафедри адміністративного та господарського права Запорізького національного університету.
З 2018 року — керівник Центру медико-правових досліджень Національної академії правових наук України та Національної академії медичних наук України[джерело?].
З травня 2019 року — суддя Верховного Суду України.

## Наукова діяльність
Наукові інтереси: адміністративне право, медичне право, теорія держави та права.
Автор понад 350 наукових праць, з яких 18 монографій, 8 підручників, 12 навчальних посібників. Зокрема, автор першого на пострадянському просторі підручника «Медичне право» (2004 р.).
Навчальний посібник С. Г. Стеценка "Адміністративне право " з грифом МОН України витримав 3 видання.
Під керівництвом С. Г. Стеценка захищені 6 докторських та 18 кандидатських дисертацій.
Засновник та протягом 2011—2019 рр. головний редактор фахового журналу «Публічне право»[джерело?].